# Серкебаев, Алмас Ермекович
Алмас Ермекович Серкебаев (англ. Almas Serkebayev, род. 31 марта 1948, Алма-Ата) — советский, казахстанский и американский композитор, пианист, заслуженный деятель искусств Казахской ССР (1984), Лауреат государственной премии Казахской ССР (1986). Сын народного артиста СССР оперного певца (баритон) Ермека Серкебаева. Старший брат основателя и руководителя группы «А’студио» Байгали Серкебаева и журналистки/писательницы Ирины Серкебаевой.

## Биография
Родился 31 марта 1948 года в г. Алма-Ата, Казахской ССР в семье оперного певца Ермека Серкебаева. Происходит из рода керей Среднего жуза.
В 1955 году поступил, а в 1966 году окончил республиканскую музыкальную школу им. Куляш Байсеитовой по классу фортепиано. В том же году поступил в Алма-Атинскую государственную консерваторию на фортепианное отделение. После первого курса перешёл на отделение композиции в класс профессора Газизы Жубановой.
В 1998 году вместе со своей семьёй переехал в США.

## Творчество

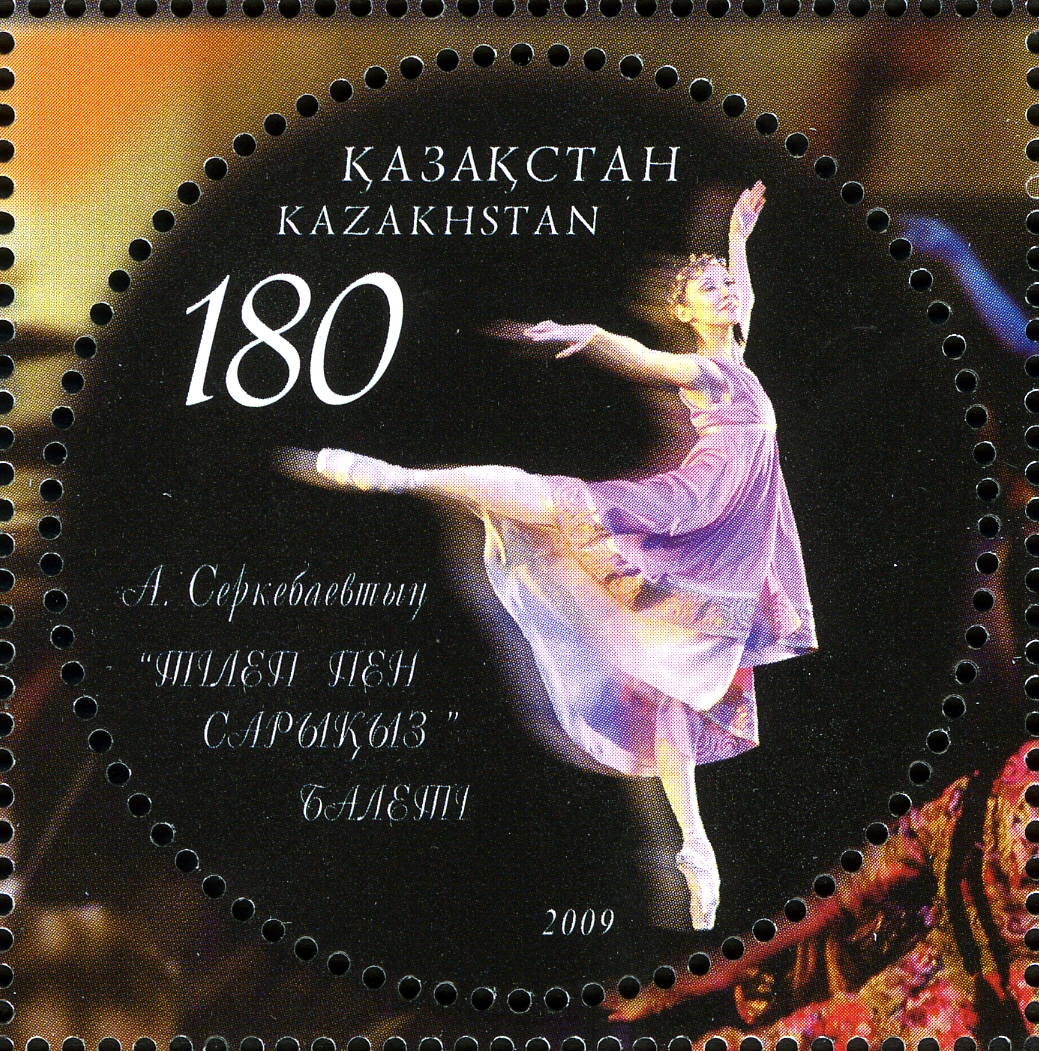
Почтовая марка Казахстана, посвящённая балету Алмаса Серкебаева «Тлеп и Сарыкыз»

С 1973 года после окончания консерватории, работал как профессиональный композитор. В 1975 году был принят в члены Союза композиторов СССР. В 80-е годы был избран членом правления Союза композиторов Казахстана. В своей творческой деятельности композитор обращается к самым различным жанрам музыки. Первый успех пришёл после постановки на сцене Казахского Государственного театра оперы и балета им. Абая первого крупного произведения — балета «Аксак-Кулан», тему которого автору подсказала Жубанова Газиза Ахметовна. Затем была написана рок-опера «Брат мой, Маугли». Среди других произведений крупной формы выделяются Вторая Симфония, Второй и Третий Концерты для фортепиано с оркестром.
Алмас Серкебаев также работает в жанре камерной музыки. Его кюй для камерного оркестра «Шылкыма» стал своеобразной «визитной карточкой» композитора. Значительной частью творчества Алмаса Серкебаева стала музыка для театра и кино, а также песни.
Соната для скрипки соло, которая позже стала известна под названием «Folio Verso» была посвящена музыканту-скрипачу Марату Бисенгалиеву.
В 2006 году состоялась казахстанская премьера Третьего Фортепианного Концерта, который был исполнён пианистом Темиржаном Ержановым. Дирижировал оркестром Народный артист Казахской ССР,Народный артист России Фуат Мансуров.
В 2006 году была написана первая опера — «Томирис», премьера которой состоялась в конце 2007 года на сцене Казахского Государственного театра и балета в Алматы. На этой же сцене состоялась ещё одна премьера — балета «Тлеп».
В 2009 году совместно с либреттистом Юрием Кудлачем написал мюзикл «Астана!».Премьера состоялась в июне 2010 года в столице Казахстана, на которой присутствовал Президент Республики Казахстан Нурсултан Назарбаев.
В 2014 году состоялась серия концертов группы «А’студио» с симфоническим оркестром. Специально для концертов Алмас Серкебаев написал инструментальную «Фантазию» на темы популярных песен коллектива: «Стоп, ночь», «Стань моей молитвой», «Нелюбимая» и «Солдат любви». Также, Алмас Серкебаев стал автором всех оркестровок к песням группы «А’студио» в рамках концертов.